# Tetraommatus basifemoralis
Tetraommatus basifemoralis är en skalbaggsart som beskrevs av Heller 1926. Tetraommatus basifemoralis ingår i släktet Tetraommatus och familjen långhorningar. Inga underarter finns listade i Catalogue of Life.